# Gregor Grilc
Gregor Grilc (ur. 13 lutego 1970 w Šenčurze) – słoweński narciarz alpejski reprezentujący też Jugosławię, dwukrotny medalista mistrzostw świata juniorów.

## Kariera
Po raz pierwszy na arenie międzynarodowej Gregor Grilc pojawił się w 1986 roku, kiedy wystąpił na mistrzostwach świata juniorów w Bad Kleinkirchheim. Zajął tam 27. miejsce w gigancie oraz 17. miejsce w slalomie. Jeszcze trzykrotnie startował na imprezach tego cyklu, największy sukces osiągając podczas mistrzostw świata juniorów w Madonna di Campiglio w 1988 roku, gdzie zwyciężył w gigancie. Zdobył ponadto srebrny medal w slalomie na rozgrywanych rok później mistrzostwach świata juniorów w Aleyska, ulegając tylko Włochowi Sergio Bergamellemu.
W zawodach Pucharu Świata pierwsze punkty wywalczył 4 stycznia 1992 roku w Kranjskiej Gorze, zajmując 25. miejsce w gigancie. Nigdy nie stanął na podium zawodów pucharowych; najlepszą lokatę uzyskał 20 grudnia 1993 roku w Madonna di Campiglio, gdzie był szósty w slalomie. Najlepsze wyniki osiągał w sezonie 1993/1994, kiedy zajął 52. miejsce w klasyfikacji generalnej, a klasyfikacji slalomu uplasował się na 16. pozycji.
W 1991 roku wystartował na mistrzostwach świata w Saalbach-Hinterglemm, gdzie zajął dwunaste miejsce w gigancie. Na rozgrywanych dwa lata później mistrzostwach świata w Morioce był siedemnasty w slalomie, a giganta ukończył na 21. miejscu. W międzyczasie startował na igrzyskach olimpijskich w Albertville, gdzie jego najlepszym wynikiem było szesnaste miejsce w gigancie. Brał także udział w igrzyskach w Lillehammer w 1994 roku, zajmując między innymi 23. miejsce w kombinacji. Dwukrotnie zdobywał mistrzostwo Słowenii, zwyciężając w slalomie w 1992 roku i gigancie dwa lata później. W 1998 roku zakończył karierę.

## Osiągnięcia

### Igrzyska olimpijskie
| Miejsce | Dzień     | Rok  | Miejscowość | Konkurencja | Czas biegu  | Strata  | Zwycięzca            |
| ------- | --------- | ---- | ----------- | ----------- | ----------- | ------- | -------------------- |
| 20.     | 16 lutego | 1992 | Albertville | Supergigant | 1:13,04 min | +2,67 s | Kjetil André Aamodt  |
| 16.     | 18 lutego | 1992 | Albertville | Gigant      | 2:06,98 min | +4,52 s | Alberto Tomba        |
| 22.     | 22 lutego | 1992 | Albertville | Slalom      | 1:44,39 min | +5,56 s | Finn Christian Jagge |
| 23.     | 15 lutego | 1994 | Lillehammer | Kombinacja  | 3:17,53 min | +5,50 s | Lasse Kjus           |
| 24.     | 23 lutego | 1994 | Lillehammer | Gigant      | 2:52,46 min | +4,67 s | Markus Wasmeier      |
| DSQ     | 27 lutego | 1994 | Lillehammer | Slalom      | 2:02,02 min | –       | Thomas Stangassinger |

### Mistrzostwa świata
| Miejsce | Dzień     | Rok  | Miejscowość | Konkurencja | Czas biegu  | Strata  | Zwycięzca           |
| ------- | --------- | ---- | ----------- | ----------- | ----------- | ------- | ------------------- |
| 12.     | 3 lutego  | 1991 | Saalbach    | Gigant      | 2:29,94 min | +3,58 s | Rudolf Nierlich     |
| 21.     | 10 lutego | 1993 | Morioka     | Gigant      | 2:15,36 min | +4,89 s | Kjetil André Aamodt |
| 17.     | 13 lutego | 1993 | Morioka     | Slalom      | 1:40,33 min | +3,71 s | Kjetil André Aamodt |

### Mistrzostwa świata juniorów
| Miejsce | Dzień       | Rok  | Miejscowość          | Konkurencja | Czas biegu  | Strata  | Zwycięzca         |
| ------- | ----------- | ---- | -------------------- | ----------- | ----------- | ------- | ----------------- |
| 27.     | 21 lutego   | 1986 | Bad Kleinkirchheim   | Gigant      | 2:24,64 min | +6,24 s | Konrad Ladstätter |
| 17.     | 23 lutego   | 1986 | Bad Kleinkirchheim   | Slalom      | 1:53,81 min | +6,95 s | Anders Lundqvist  |
| 22.     | 22 marca    | 1987 | Sälen                | Gigant      | 2:31,70 min | +4,23 s | Thomas Wolf       |
| 1.      | 29 stycznia | 1988 | Madonna di Campiglio | Gigant      | 2:05,55 min | -       | -                 |
| 7.      | 6 kwietnia  | 1989 | Aleyska              | Supergigant | 1:17,59 min | +1,64 s | Tommy Moe         |
| 2.      | 8 kwietnia  | 1989 | Aleyska              | Slalom      | 1:39,32 min | +0,77 s | Sergio Bergamelli |

### Puchar Świata

#### Miejsca w klasyfikacji generalnej
- sezon 1991/1992: 120.
- sezon 1992/1993: 106.
- sezon 1993/1994: 52.
- sezon 1994/1995: 79.

#### Miejsca na podium w zawodach
Grilc nigdy nie stanął na podium zawodów PŚ.